# 7-Karboksi-7-deazaguaninska sintaza
7-Karboksi-7-deazaguaninska sintaza (EC 4.3.99.3, 7-karboksi-7-karbaguanin sintaza, queE (gen)) je enzim sa sistematskim imenom 6-karboksi-5,6,7,8-tetrahidropterin amonijak-lijaza. Ovaj enzim katalizuje sledeću hemijsku reakciju
6-karboksi-5,6,7,8-tetrahidropterin {\displaystyle \rightleftharpoons } 7-karboksi-7-karbaguanin + NH3
Ovaj enzim je član superfamilije enzima zavisnih od S-adenozil-L-metionin radicala.

## Literatura
- Nicholas C. Price; Lewis Stevens (1999). Fundamentals of Enzymology: The Cell and Molecular Biology of Catalytic Proteins (Third изд.). USA: Oxford University Press. ISBN 019850229X.
- Eric J. Toone (2006). Advances in Enzymology and Related Areas of Molecular Biology, Protein Evolution (Volume 75 изд.). Wiley-Interscience. ISBN 0471205036.
- Branden C; Tooze J. Introduction to Protein Structure. New York, NY: Garland Publishing. ISBN 0-8153-2305-0.
- Irwin H. Segel. Enzyme Kinetics: Behavior and Analysis of Rapid Equilibrium and Steady-State Enzyme Systems (Book 44 изд.). Wiley Classics Library. ISBN 0471303097.

## Spoljašnje veze
- 7-carboxy-7-deazaguanine+synthase на 